# Chrysomela saliceti
Chrysomela saliceti es un coleóptero de la familia Chrysomelidae. Fue descrita científicamente en 1851 por Suffrian.